# Dun-sur-Auron

Dun-sur-Auron este o comună în departamentul Cher, Franța. În 1 ianuarie 2022 avea o populație de 3.566 de locuitori.